# Lista de lendas dos Açores
Este anexo é composto por uma lista de lendas dos Açores.

## Lendas comuns às nove ilhas
- Ilhas Afortunadas[1]
- Lenda do Reino de Atlântida e os Açores[2]

## Ilha Terceira
- Lenda de Angra do Heroísmo[carece de fontes?]
- Lenda da Lagoa do Ginjal[3]
- Lenda da Lagoa do Negro[carece de fontes?]
- Lenda do Menino do Coro e a Sineira da Sé[carece de fontes?]
- Lenda do Pezinho de Nossa Senhora[carece de fontes?]

## Ilha do Pico
- Lenda de um Baleeiro da Ilha do Pico[carece de fontes?]
- Lenda da Calheta de Nesquim[4]

## Ilha de São Miguel
- Lenda do Bispo Genádio e as Sete Cidades[carece de fontes?]
- Lenda da Ilha das Sete Cidades[carece de fontes?]
- Lenda da Lagoa das Furnas[carece de fontes?]
- Lenda da princesa e do pastor no reino das Sete Cidades[carece de fontes?]
- Lenda de Rabo de Peixe[5]
- Lenda do rei Branco-Pardo e da rainha Branca-Rosa nas Sete Cidades[carece de fontes?]
- Lenda do Senhor Jesus de Ponta Delgada[carece de fontes?]
- Lenda do Senhor Santo Cristo[carece de fontes?]
- Lenda das Sete Cidades[carece de fontes?]
- Lenda das Sete Cidades, Terra de Atlantes[carece de fontes?]

## Ilha de São Jorge
- Lenda da Caldeira de Santo Cristo[carece de fontes?]
- Lenda dos Diabretes na Fajã de Vasco Martins[carece de fontes?]
- Lenda da Fajã de São João[carece de fontes?]
- Lenda da Ponta Furada[6]
- Lenda da Urzelina[7]
- Lenda Um Salto Para Trás, Mas Sem Olhar[8]
- Lenda das Varas do Espírito Santo[9]

## Ilha do Corvo
- Lenda do Cavaleiro da ilha do Corvo[carece de fontes?]
- Lenda da Ermida de Nossa Senhora dos Milagres da ilha do Corvo[10]

## Ilha de Santa Maria
- Lenda da descoberta da ilha de Santa Maria[11]
- Lenda da Donzela Encantada da ilha de Santa Maria[12]
- Lenda da Sereia da Praia[13]

## Ilha das Flores
- Lenda de Santo Amaro da Ilha das Flores[14]
- Lenda das Sete Caldeiras[15]

## Ilha Graciosa
- Lenda do Vai-te com o Diabo[16]

## Ilha do Faial
- Lenda da Coroa Real de Cedros[17]
- Lenda da Poça das Asas[carece de fontes?]